# 아시가루

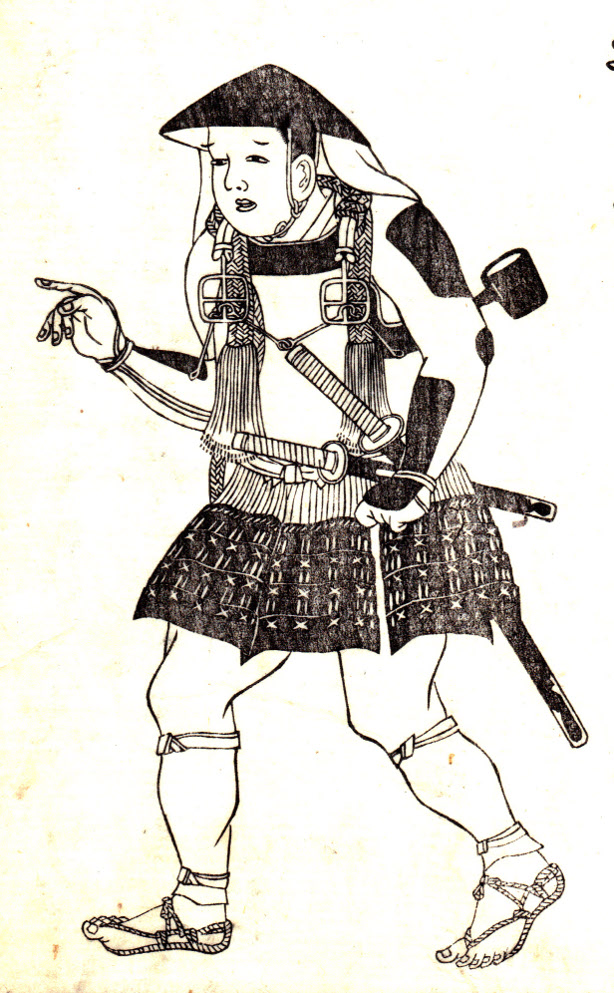

아시가루(일본어: 足軽 족경[*]→경보병)는 헤이안 시대에서 에도 시대까지 일본에 존재했던 보병의 일종이다. 현재의 이등병에서 병장에 이르는 병사 계급의 군인이며 사무라이가 장교의 역할을 했다.

## 기원
아시가루를 구성하기 위한 첫 번째 시도는 국군 징집병을 가지려는 덴무 천황(673~686)에 의해 처음 시행되었다. 그러나 이는 일어나지 않았으며 10세기까지 일본은 개인 지주들에게 대신 분쟁이나 전쟁을 위한 병사들을 제공받았다. 군마를 소유한 그 지주들은 사무라이 계급의 시초였으며 지주의 토지에서 종사한 사람들은 전쟁 시 일반적인 보병이 되었다. 이들 보병들은 지주들에게 많은 세대를 거슬러 올라가 긴 유대 관계와 충성을 가질 수 있었다. 토지를 소유한 사무라이는 1271년과 1281년 몽골의 일본 침략을 포함하여 많은 전쟁과 분쟁에서 농민 보병대와 함께 싸웠다. 1300년대와 1500년대 사이의 끊임없는 전투는 때때로 특별히 충성도가 없는 보병을 고용하는 것을 필요하게 만들었다. 전리품으로만 보수를 지급받는 이 용병들은 잘 훈련되지 않았으므로 전쟁에서 항상 의존할 수 없었다. 그럼에도 불구하고, 각지를 배회하는 이 보병들은 결국 아시가루가 되었다.

## 무기와 방어구
아시가루는 보통 나기나타, 창, 활, 검으로 무장했다. 아시가루 갑옷은 비무장부터 중무장까지 시대에 따라 달랐으며, 징가사라 불리는 옻칠과 담금질을 한 가죽, 철로 만들어진 원뿔 모양 모자와 흉갑(도우 또는 두), 투구(가부토), 방어구를 두른 두건(타타미 즈킨), 장갑을 두른 소매(코테), 정강이받이(스네아테), 넓적다리받이(하이다테)로 구성될 수 있었다.
센고쿠 시대(15세기, 16세기)의 전투는 점점 늘어나는 아시가루 군대를 위해 많은 양의 갑옷을 제작하는 것을 필요로 했다. 접거나 구부릴 수 있는 타타미 갑옷을 포함하여 간단한 군수품 재질(오카시나 렌트), 흉갑(도우 또는 두), 투구(가부토)가 대량생산됐다. 타타미 갑옷은 보통 사슬 갑옷(쿠사리)에 의해 서로 연결된 작은 사각(카루타) 또는 육각형(키코) 갑옷 판금으로 만들어졌으며 안감에 꿰어졌다. 또한 16세기 아시가루는 종자도총으로 알려진 형태의 화승총으로 무장했다. 사시모노라고 불리는 작은 깃발은 전투 동안 아군의 식별을 위해서 등에 착용했다.
주로 아시가루는 당세구족이라는 일본 갑옷 중 일부를 다이묘에게 빌려 입는 형식이었다. 당세구족에서 배갑옷과 손목, 발목을 보호하는 부분 정도만 빌려입었으며, 투구는 진가사로 대체했다.

## 전쟁에서의 군대
오닌의 난에서, 미야코(현대의 교토)를 약탈하고 불태웠을 때 아시가루들은 다루기 힘든 군대라는 평판을 얻었다. 이어지는 센고쿠 시대에서 전쟁의 양상은 사무라이의 면대면 전투로부터 아시가루의 집단 전투으로 바뀌었다. 그럼으로써 아시가루는 전투의 주요 병력이 되었고 그들 중 몇 몇은 큰 명성을 발휘했다.
아시가루의 통제권을 받은 병사들은 아시가루가시라라고 불렸다. 그들 중 가장 유명한 이는 자신의 많은 무사 추종자들을 사무라이 신분으로 상승시킨 도요토미 히데요시였다. 야마우치 가즈토요는 그런 사무라이 중 하나였고 나중엔 아시가루에서 승급한 다이묘가 되었다.

## 신무기와 새로운 전술
아시가루는 후기 시대에 사무라이 군대의 중추를 조성했다. 아시가루에 대한 실제적인 변화는 1543년 포르투갈인들에 의해 도입된 화기로부터 시작했다. 지역 다이묘들은 거의 즉각적으로, 아시가루를 습득하는 데 많은 시간이 걸리는 활에 비해 적은 훈련으로도 능숙하게 사용할 수 있는 새 무기로 무장시켰다. 전투가 더 복잡해지고 규모가 커지자, 아시가루는 적 총격의 면전에서 대열을 지키도록 엄격히 훈련되었다.
다양하고 강력한 새 무기의 이점은 사무라이 전투에서의 결정적인 역할을 증명했다. 이는 1575년 종자도총으로 무장한 아시가루를 배치했던 나가시노 전투에서 실현되었다. 이 아시가루들은 오다 가문의 방어선을 향한 다케다 중기병의 거듭된 돌격을 좌절시키고 다케다 진영의 후방을 깨뜨리는 데 성공했다.
전투 후, 군대에서 아시가루의 역할은 사무라이에게 강력한 보완책으로 통합되었다. 이러한 이점은 1592년과 1597년, 임진왜란과 정유재란 때에도 활용되었다. 비록 첫번째 침략에서 총기(화승총)과 활의 비율은 2대1 이었지만 두번째 침략에서는 총기가 매우 효과적이었던 이유로 그 비율이 4대1이 되었다.

## 징병의 중단
도쿠가와 막부의 출현에 따라 아시가루의 고용은 이름만 남게 되었다. 직업군에 대한 아시가루의 변화는 오다 노부나가 이후로 진전되었기에 점진적으로 아시가루는 농민으로부터 분리되었다. 도요토미 히데요시는 조선을 침략하기 위해서 아시가루를 징병 한계점에 도달할 정도로 과도하게 징병했다. 하지만 도쿠가와 이에야스가 세키가하라 전투에서 승리를 한 이후 징병을 폐지했으며, 과도한 아시가루의 숫자를 최소한만 남기고 제대 시켰다. 에도 시대에 접어들면서 일본에서는 아시가루의 지위가 고정되었고 200년 이상 번의 아시가루 고용은 행해지지 않았다. 아시가루는 몇몇 번(영지)에서는 사무라이 계급으로 여겨졌지만, 다른 곳에서는 그렇지 않았다.

## 같이 보기
- 보병